# Rieger Tibor
Rieger Tibor (Gyálliget, 1940. január 10. –) Kossuth-díjas szobrász.

## Életútja
Diplomáját 1966-ban szerezte a Magyar Képzőművészeti Főiskolán, mesterei Szabó Iván és Pátzay Pál voltak. Műveinek fő alapanyaga a kő és bronz, időnként a fa. Készít kisplasztikákat, majd az 1980-as évektől monumentális köztéri körplasztikákat és középületeken elhelyezett domborműveket. Jelentős alkotása a pannonhalmi bencés apátság bazilikájának millenniumi kapuja, a mosonmagyaróvári 1956-os emlékmű és a kecskeméti második világháborús áldozatokra emlékező dombormű.

## Díjak, elismerések
- 1982: Dante-pályázat, Ravenna város díja; a salgótarjáni Tavaszi Tárlat díja;
- 1984: Ezüstgerely-pályázat, fődíj;
- Nemzetközi Dimitrov Emlékpályázat, diploma.
- 2002: M.S mester díj
- 2004: Pátzay Pál-emlékérem
- 2010: Levél díszpolgára
- 2011: Magyar Örökség díj
- 2015: A Magyar Érdemrend lovagkeresztje
- 2016: Pro Cultura Christana
- 2018: Kossuth-díj

## Egyéni kiállítások
- 1976 • Fényes Adolf Terem, Budapest (kat.) • Győri Képtár [Duschanek Jánossal] (kat.)
- 1977 • Kaposvár
- 1985 • Művelődési Központ, Mosonmagyaróvár [Duschanek Jánossal]. Válogatott csoportos kiállítások

## Válogatott csoportos kiállítások
- 1976 • Mai magyar grafika és kisplasztika, Magyar Nemzeti Galéria, Budapest
- 1978 • Magyar szobrászat, Műcsarnok, Budapest.

## Művek közgyűjteményekben
- Magyar Nemzeti Galéria, Budapest • Xantus János Múzeum, Győr.